# Aaron Swartz
Aaron Hillel Swartz (Chicago, Illinois, 1986. november 8. – New York, 2013. január 11.) amerikai programozó, szerző, politikai és internetaktivista.

## Pályafutása
Swartz részt vett az RSS eszköz kidolgozásában, a Creative Commons a web.py és a Reddit média honlap létrehozásában. Foglalkozott szociológiával, civil tudattal és aktivizmussal is. 2010-ben kutató lett a Harvard Egyetemen, a Lawrence Lessig által vezetett Edmond J. Safra Research Lab on Institutional Corruptionnál. Megalapította a Demand Progress nevű online szervezetet, amely a Stop Online Piracy Act törvénytervezet elleni kampányáról vált ismertté.
2011. január 6-án Swartzot letartóztatta az MIT rendőrsége, mivel betöréssel vádolták az online JSTOR adatbázisból tudományos cikkek rendszeres letöltése miatt. A szövetségi ügyészek által felhozott vádak összesen maximum egymillió dollár pénzbüntetést és 35 évnyi börtönt vonhattak maguk után.
2013. január 11-én, két évvel letartóztatása után Swartzot holtan találták a brooklyni lakásában, ahol felakasztotta magát.